# شوارتساخ (بادن-وورتمبرگ)
شوارتساخ (به آلمانی: Schwarzach) یک شهر در آلمان است که در نکار-ادنوالد واقع شده‌است.